# Komitat Nógrád
Das Komitat Nógrád [ˈnoːɡraːd] (deutsch Neuburg, slowakisch Novohrad) ist ein Verwaltungsbezirk im Norden Ungarns. Es hat eine Fläche von 2.544,48 km² und 180.469 Einwohner (Stand 2024). Der Komitatssitz ist Salgótarján, weitere wichtige Städte sind Balassagyarmat und Bátonyterenye.
Das Komitat grenzt an die Slowakei sowie an die Komitate Pest, Heves und Borsod-Abaúj-Zemplén.

## Name
Der Name Nógrád ist slawischer Herkunft. Er ist auf das slawische Novigrad (von Novi grad) zurückzuführen, was im Deutschen „Neuburg“ oder „Neustadt“, auf Ungarisch Újvár bedeutet. Wahrscheinlich ist, dass die erste Bedeutung „Neuburg“ war, da in der Regel zuerst die Burgen, dann die Orte um sie herum entstanden. Zunächst gab es eine Burg dieses Namens, die Burg Nógrád, die auf einem 286 Meter hohen Burgberg errichtet wurde. Nach dieser wurde dann der um sie herumliegende Ort Nógrád benannt, nach diesem schließlich dann das ganze Komitat.

## Geographie
Das Gebiet ist hügelig und wird vom Nördlichen Ungarischen Mittelgebirge durchzogen, einem Ausläufer der Karpaten. Die Grenze zur Slowakei bildet über eine weite Strecke der Eipel (ungarisch Ipoly).

## Gliederung
Durch die Regierungsverordnung Nr. 218/2012 vom 13. August 2012 wurden zum 1. Januar 2013 die statistischen Kleinregionen (ungarisch kistérség) abgeschafft und durch eine annähernd gleiche Anzahl von Kreisen (ungarisch járás) ersetzt. Die Kleingebiete blieben für Planung und Statistikzwecke noch eine Zeitlang erhalten, wurden dann aber am 25. Februar 2014 endgültig abgeschafft. Bis zur Auflösung gab es sechs Kleingebiete im Komitat. Drei Verwaltungseinheiten blieben durch die Reform in ihren Grenzen unverändert.

### Ehemalige Einteilung
Bis Ende 2012 existierten folgende Kleingebiete im Komitat Nógrád:

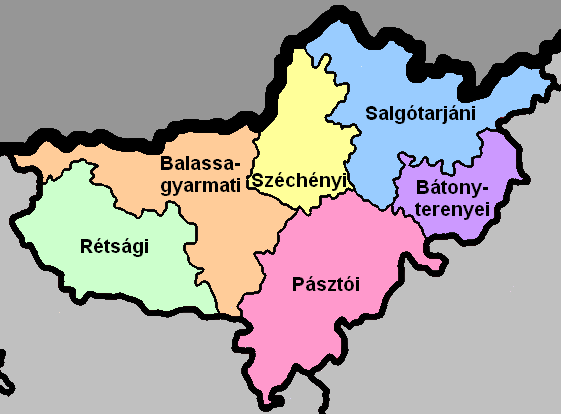
Die Kreise des Komitats Nógrád

| Code | Kleingebiet    | Verwaltungssitz | Einwohner (31. Dezember 2012) | Fläche in km² | Anzahl der Gemeinden | davon Städte |
| ---- | -------------- | --------------- | ----------------------------- | ------------- | -------------------- | ------------ |
| 4201 | Balassagyarmat | Balassagyarmat  | 39.829                        | 532,94        | 29                   | 1            |
| 4202 | Bátonyterenye  | Bátonyterenye   | 23.857                        | 273,64        | 14                   | 1            |
| 4203 | Pásztó         | Pásztó          | 31.497                        | 551,56        | 26                   | 1            |
| 4204 | Rétság         | Rétság          | 23.798                        | 435,03        | 25                   | 1            |
| 4205 | Salgótarján    | Salgótarján     | 62.678                        | 474,62        | 24                   | 1            |
| 4206 | Szécsény       | Szécsény        | 19.096                        | 277,68        | 13                   | 1            |

### Aktuelle Einteilung
Das Komitat Nográd gliedert sich in 6 Kreise (ungarisch Járás) mit 131 Ortschaften: die Stadt Salgótarján mit Komitatsrecht (ungarisch Megyei jogú város), 5 Städte ohne Komitatsrecht (ungarisch város) und 125 Gemeinden (ungarisch község). Großgemeinden (ungarisch nagyközség) gibt es keine.
| Ortschaftstyp             | Anzahl | Fläche (in km²) | Fläche (in km²) | Fläche (in km²) | Bevölkerung am 1. Januar 2016 | Bevölkerung am 1. Januar 2016 | Bevölkerung am 1. Januar 2016 | Bevölkerungs- dichte (Ew/km²) |
| Ortschaftstyp             | Anzahl | absolut         | anteilig        | im Durchschnitt | absolut                       | anteilig                      | im Durchschnitt               | Bevölkerungs- dichte (Ew/km²) |
| ------------------------- | ------ | --------------- | --------------- | --------------- | ----------------------------- | ----------------------------- | ----------------------------- | ----------------------------- |
| Stadt mit Komitatsrecht   | 1      | 97,97           | 3,85 %          |                 | 35.188                        | 18,14 %                       |                               | 359,2                         |
| Städte ohne Komitatsrecht | 5      | 240,33          | 9,45 %          | 48,07           | 45.318                        | 23,37 %                       | 9.064                         | 188,6                         |
| Gemeinden                 | 125    | 2.206,18        | 86,70 %         | 17,65           | 113.440                       | 58,49 %                       | 908                           | 51,4                          |
| Komitat Nográd gesamt     | 131    | 2.544,48        |                 | 19,42           | 193.946                       |                               | 1.481                         | 76,2                          |

Die derzeitigen Kreise sind:
| Code | Kreis          | Kreissitz      | Einwohner (1. Januar 2013) | Fläche in km² | Anzahl der Gemeinden | davon Städte |
| ---- | -------------- | -------------- | -------------------------- | ------------- | -------------------- | ------------ |
| 116  | Balassagyarmat | Balassagyarmat | 39.829                     | 532,94        | 29                   | 1            |
| 117  | Bátonyterenye  | Bátonyterenye  | 21.590                     | 215,45        | 8                    | 1            |
| 118  | Pásztó         | Pásztó         | 31.497                     | 551,56        | 26                   | 1            |
| 119  | Rétság         | Rétság         | 23.798                     | 435,03        | 25                   | 1            |
| 120  | Salgótarján    | Salgótarján    | 64.504                     | 525,23        | 29                   | 1            |
| 121  | Szécsény       | Szécsény       | 19.537                     | 285,26        | 14                   | 1            |

### Größte Städte und Gemeinden
Alle Ortschaften ohne Namenszusatz sind Städte.
| Stadt/Gemeinde           | Deutscher Name | Einwohner (1. Januar 2016) |
| ------------------------ | -------------- | -------------------------- |
| Salgótarján              | Schalgautarian | 35.188                     |
| Balassagyarmat           | Jahrmarkt      | 15.280                     |
| Bátonyterenye            |                | 12.221                     |
| Pásztó                   |                | 9.212                      |
| Szécsény                 | Zetschen       | 5.883                      |
| Érsekvadkert, Gemeinde   |                | 3.468                      |
| Diósjenő, Gemeinde       |                | 2.784                      |
| Rétság                   |                | 2.722                      |
| Karancslapujtő, Gemeinde |                | 2.543                      |
| Buják, Gemeinde          |                | 2.170                      |
| Somoskőújfalu, Gemeinde  |                | 2.165                      |
| Nagyoroszi, Gemeinde     |                | 2.137                      |

## Bevölkerungsentwicklung

### Bevölkerungsentwicklung des Komitats
Bemerkenswert ist eine fast stetige Abnahme der Bevölkerung seit 2001. Fettgesetzte Datumsangaben sind Volkszählungsdaten.
| Datum       | Einwohnerzahl | Datum      | Einwohnerzahl |
| ----------- | ------------- | ---------- | ------------- |
| 01.01.19601 | 235.675       | 01.01.2007 | 213.030       |
| 01.01.1970  | 234.430       | 01.01.2008 | 210.182       |
| 01.01.1980  | 240.251       | 01.01.2009 | 207.637       |
| 01.01.1990  | 227.137       | 01.01.2010 | 204.917       |
| 01.01.2001  | 221.605       | 01.01.2011 | 201.919       |
| 01.02.2001  | 220.261       | 01.10.2011 | 202.427       |
| 01.01.2002  | 220.600       | 01.01.2012 | 202.734       |
| 01.01.2003  | 219.447       | 01.01.2013 | 200.755       |
| 01.01.2004  | 218.128       | 01.01.2014 | 198.392       |
| 01.01.2005  | 216.501       | 01.01.2015 | 195.923       |
| 01.01.2006  | 214.824       | 01.01.2016 | 193.946       |

11960: Anwesende Bevölkerung; sonst Wohnbevölkerung

### Bevölkerungsentwicklung der Kreise
Bis auf den Kreis Rétság ist für die anderen Kreise eine negative Bevölkerungsbilanz ersichtlich
| Kreisname      | Bevölkerungsstand am 1. Januar | Bevölkerungsstand am 1. Januar | Bevölkerungsstand am 1. Januar | Bevölkerungsstand am 1. Januar |
| Kreisname      | 2013                           | 2014                           | 2015                           | 2016                           |
| -------------- | ------------------------------ | ------------------------------ | ------------------------------ | ------------------------------ |
| Balassagyarmat | 39.829                         | 39.352                         | 38.833                         | 38.361                         |
| Bátonyterenye  | 21.590                         | 21.383                         | 21.086                         | 20.718                         |
| Pásztó         | 31.497                         | 31.172                         | 30.883                         | 30.644                         |
| Rétság         | 23.798                         | 23.599                         | 23.393                         | 23.623                         |
| Salgótarján    | 64.504                         | 63.470                         | 62.506                         | 61.625                         |
| Szécsény       | 19.537                         | 19.416                         | 19.222                         | 18.975                         |
| Komitat Nógrád | 200.755                        | 198.392                        | 195.923                        | 193.946                        |

## Politik
Bei den Kommunalwahlen im Jahr 2019 und im Jahr 2024 war die Ergebnisse im Komitat Nógrád wie folgt:
| Kommunalwahl | Fidesz-KDNP | DK      | Jobbik  | MM     | MSZP   | MHM     | Munkáspárt | Nép Pártján | LMP    |
| ------------ | ----------- | ------- | ------- | ------ | ------ | ------- | ---------- | ----------- | ------ |
| Stimmen 2019 | 58,22 %     | 10,35 % | 10,19 % | 6,85 % | 6,7 %  | 5,47 %  | 2,21 %     |             |        |
| Stimmen 2024 | 56,18 %     | 9,62 %  |         | 6,78 % | 3,83 % | 17,04 % |            | 4,08 %      | 2,47 % |

Sitzverteilung 2019
- Fidesz-KDNP: 10 Sitze
- Jobbik: 1 Sitz
- DK: 1 Sitz
- MM: 1 Sitz
- MSZP: 1 Sitz
- MHM: 1 Sitz
- Munkáspárt: 0 Sitze

Sitzverteilung 2024
- Fidesz-KDNP: 10 Sitze
- MHM: 3 Sitze
- DK: 1 Sitz
- MM: 1 Sitz
- Nép Pátján:  0 Sitze
- MSZP: 0 Sitze
- LMP: 0 Sitze

## Geschichte und Kultur
Das Komitat ging aus dem gleichnamigen Komitat (auf Deutsch auch Komitat Neograd genannt) nach dem Zerfall des Königreichs Ungarn 1918 hervor und wurde damals mit dem ungarischen Teil des Komitats Hont zum Komitat Nógrád-Hont vereinigt. Nach der Abtretung der Südslowakei als Ergebnis des ersten Wiener Schiedsspruchs 1939 wurde der seit 1918 slowakische Teil des Komitats bis 1945 wieder an den ungarischen Teil angeschlossen. Seit 1950 besteht das Komitat in seiner heutigen Form, nachdem ein kleiner Teil des ehemaligen Komitates Hont zum ungarischen Teil des Komitates hinzugekommen war.

### Museen
Die staatliche Direktion der Museen des Komitats Nógrád ist Träger von 4 Komitatsmuseen. Komitatssitz ist die Stadt Salgótarján.
| - Balassagyarmat, Palóczen-Museum* - Balassagyarmat, Jüdisches Museum - Bercel, Dorfmuseum (Falumúzeum) - Csesztve, Imre-Madách-Gedenkmuseum - Dejtár, Heimatmuseum (Helytörténeti Múzeum) - Galgaguta, Dorfmuseum (Falumúzeum) | - Hollókő, Dorfmuseum (Falumúzeum) - Hollókő, Heimatmuseum (Helytörténeti Múzeum) - Hollókő, Postmuseum - Hollókő, Puppenmuseum - Horpács, Kálmán-Mikszáth-Gedenkmuseum - Nemti, Dorfmuseum (Falumúzeum) | - Pásztó, Pásztó-Museum* - Rimóc, Dorfmuseum (Falumúzeum) - Salgótarján, Historisches Museum des Komitats Nógrád* - Sóshartyán, Dorfmuseum - Szécsény, Ferenc-Kubinyi-Museum* - Szügy, Dorfmuseum (Falumúzeum) |

* Komitatsmuseum

## Bildergalerie

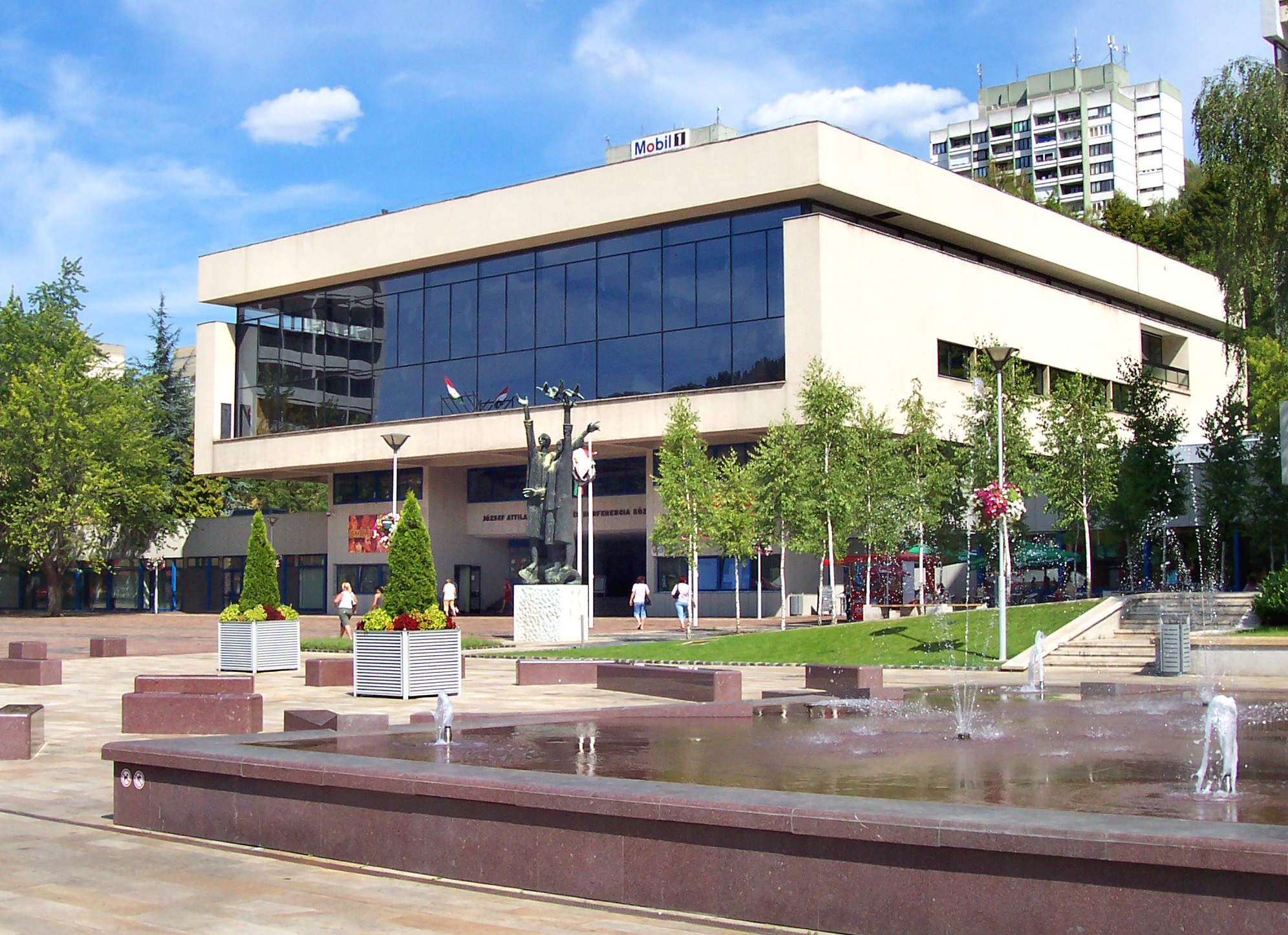
Salgótarján
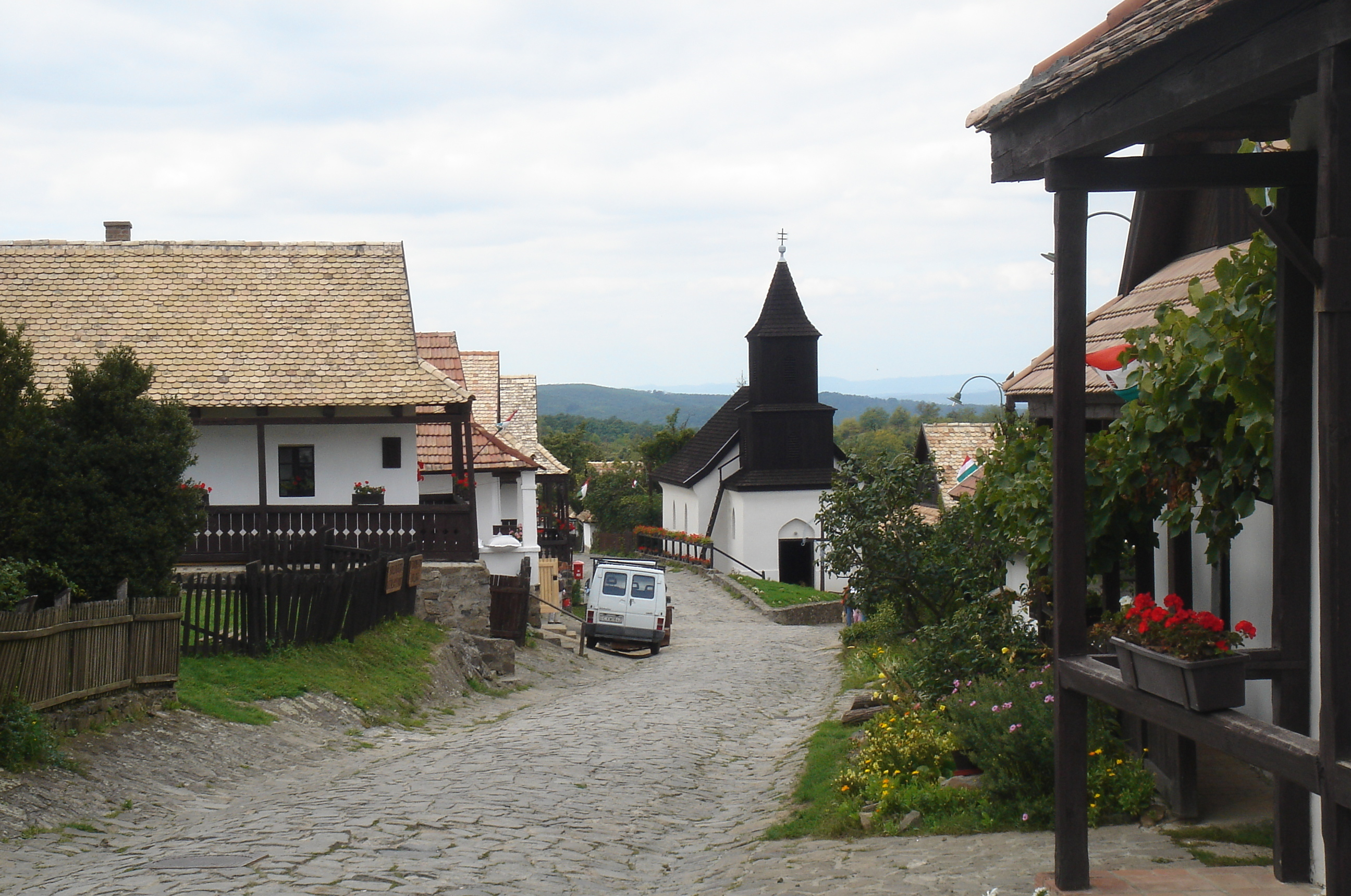
Hollókő
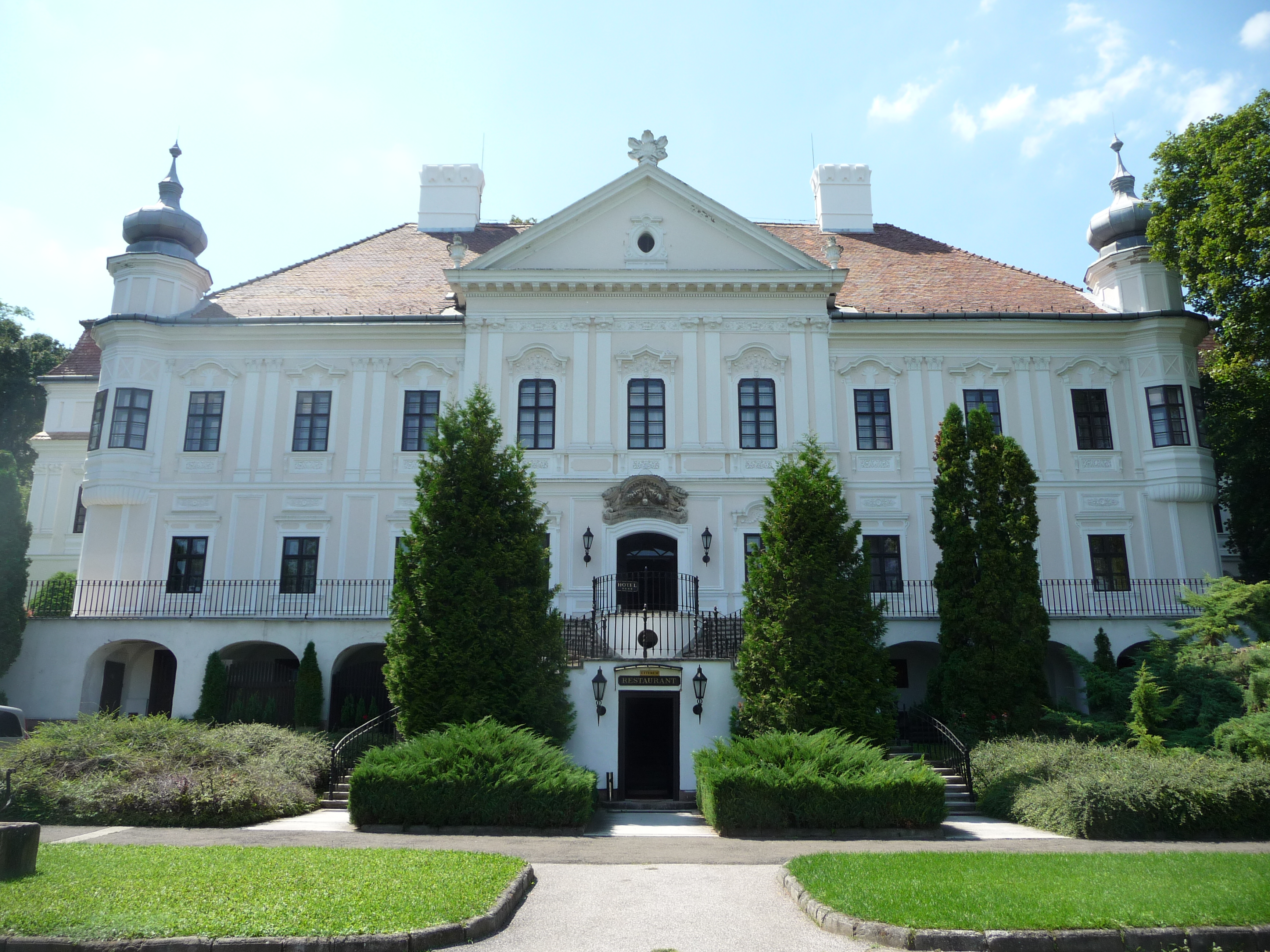
Schloss Teleki-Degenfeld in Szirák
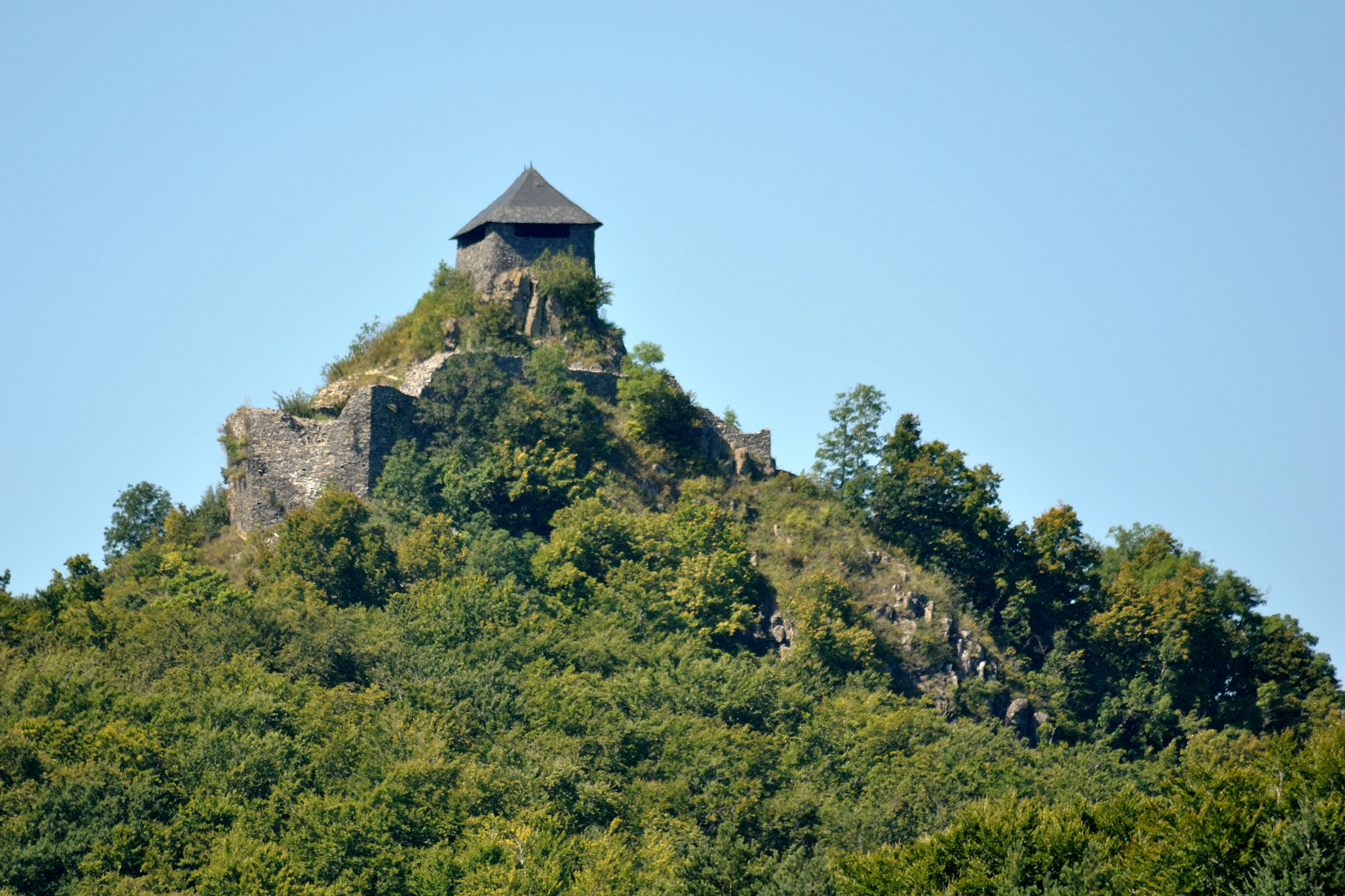
Burgruine Salgó